# Bos van Sénart
Het bos van Sénart (Frans: Forêt de Sénart) is een staatsbos in het zuidoosten van regio Île-de-France, dat zich uitstrekt over de departementen Seine-et-Marne en Essonne. Het bos van Sénart strekt zich uit over ongeveer 30 km² aan de westkant van het Brie-plateau, tussen de valleien van de Seine en de Yerres. Een van de gevolgen van de ondergrond van klei en het gebrek aan reliëf is dat in het bos ongeveer 800 vijvers te vinden zijn.
Het bos van Sénart wordt doorkruist door de route national 6 en de D33.  Voor de rest leiden enkele wegen tot iets dieper in het bos waar parkings beschikbaar zijn voor wandelaars.

## Administratief
Het bos strekt zich uit over veertien gemeenten (Boussy-Saint-Antoine, Brunoy, Combs-la-Ville, Draveil, Épinay-sous-Sénart, Étiolles, Lieusaint, Montgeron, Quincy-sous-Sénart, Saint-Germain-lès-Corbeil, Soisy-sur-Seine, Tigery, Vigneux-sur-Seine en Yerres) en twee departementen (Essonne voornamelijk en Seine-et-Marne). Het maakt deel uit van het bosmassief van Sénart, dat voornamelijk in handen is van de staat (91% van de oppervlakte), dat ook 5% particuliere bossen, 3% gemeentelijke bossen (Draveil, Soisy-sur-Seine, Montgeron, Quincy-sous-Sénart en Combs-la-Ville) en 1% regionale eigendommen (Le Bois Chardon en La Fosse aux Carpes) omvat. Het gaf zijn naam aan de ville nouvelle Sénart, waartoe de gemeenten Combs-la-Ville, Lieusaint, Saint-Pierre-du-Perray en Tigery behoren (en voorheen Étiolles, Saint-Germain-lès-Corbeil en Soisy-sur-Seine), en aan de agglomeratiegemeenschap Sénart Val de Seine, die de drie gemeenten Draveil, Montgeron en Vigneux-sur-Seine omvat.

## Flora en fauna
De belangrijkste boomsoorten zijn eiken, waarvan sommige enkele honderden jaren oud zijn, kastanje, haagbeuk, berk, grove den en andere coniferen. De meeste coniferen zijn afkomstig van herbeplanting op percelen die door branden zijn verwoest.
Dit is de gebruikelijke fauna van de bossen van Île-de-France: wilde zwijnen, reeën, vossen, hazen, konijnen en eekhoorns. Onder de vogelsoorten die in het bos te vinden zijn, zijn duiven, houtsnippen, kraaien, eenden, eksters en gaaien. De vele vijvers zijn de thuisbasis van verschillende soorten kikkers en amfibieën, waarvan sommige beschermd zijn.

## Bescherming
Bij decreet van 15 december 1995 werd het Sénart-massief aangewezen als forêt de protection met een oppervlakte van 3.410 ha, 42 a en 67 ca (waarvan 3.325 ha 4a en 30 ca in Essonne en 85 ha 38 a 37 ca in Seine-et-Marne, d.w.z. respectievelijk 97,5% en 2,5%). Als forêt domaniale (staatsbos) wordt het ook beheerd door het Office national des forêts (ONF) op basis van de Code forestier-regelgeving.